# Селлія
Селлія (італ. Sellia, сиц. Sillia) — муніципалітет в Італії, у регіоні Калабрія,  провінція Катандзаро.
Селлія розташована на відстані близько 480 км на південний схід від Рима, 10 км на північ від Катандзаро.
Населення — 537 осіб (2014).

## Демографія
Населення за роками:

Станом на 1 січня 2023 року в муніципалітеті офіційно проживав 41 іноземець з 11 країн, серед них 9 громадян країн Євросоюзу та 4 громадяни України.

## Сусідні муніципалітети
- Альбі
- Катандзаро
- Маджизано
- Пентоне
- Сімері-Крикі
- Соверія-Сімері
- Цагаризе